# نيت تورنر
نيت تورنر (بالإنجليزية: Nate Turner)‏ هو لاعب كرة قدم أمريكية أمريكي، ولد في 28 مايو 1969 في شيكاغو في الولايات المتحدة.

## وصلات خارجية
- نيت تورنر على موقع مرجع كرة القدم المحترفة.كوم (الإنجليزية)